# Ħ
Ħ/ħ este o literă a alfabetului latin, derivată de la H cu adăugarea unei bare. Este folosită în limba malteză pentru consoana fricativă faringiană mută (care corespunde literei heth din abjadul semitic). Litera ħ este utilizată în alfabetul fonetic internațional pentru același sunet.
În mecanica cuantică, cu ℏ este reprezentată constanta lui Planck redusă (împărțită la 2π). În acest context, este pronunțată ca "h-bar".
Litera mică seamănă și cu litera chirilică Tshe (ћ), sau cu simbolul astronomic al lui Saturn (♄).
Un Ħ mare de culoare albă pe un pătrat roșu este logoul Institutului de Patrimoniu din Malta.